# Saint-Michel-de-Dèze
Saint-Michel-de-Dèze là một xã ở tỉnh Lozère trong vùng Occitanie, phía nam nước Pháp.